# Alfametildopamina
α-Metildopamina (α-Me-DA), também conhecida como 3,4-diidroxianfetamina (3,4-DHA ou HHA), é uma neurotoxina e droga em desenvolvimento da classe das fenetilaminas e anfetaminas substituídas. É um metabólito de vários derivados anfetamínicos, tal como a própria anfetamina, metanfetamina e a metilenodioximetanfetamina (MDMA/ecstasy), e tem sido sugerido apresentar significativo papel em seus efeitos neurotóxicos sobre as monoaminas.